# César Caillet
Pour les articles homonymes, voir Caillet.
César Caillet Álvarez (né le 9 janvier 1974 à Temuco) est un avocat et acteur chilien.

## Filmographie
- 2009 : El Vuelo del Poeta : Juan Gris
- 2010 : Wie ein Stern am Himmel : Ignatio Orotava Fuertu
- 2013 : El Tío : César, La Muerte

## Télévision

### Telenovelas
| Telenovelas | Telenovelas        | Telenovelas         | Telenovelas   |
| Année       | Titre              | Personnage          | Télédiffuseur |
| ----------- | ------------------ | ------------------- | ------------- |
| 2004        | Los Pincheira      | Francisco del Canto | TVN           |
| 2004        | Ídolos             | Jaime Montecinos    | TVN           |
| 2005        | Los Capo           | Hipólito Rojas      | TVN           |
| 2006        | Disparejas         | Francés             | TVN           |
| 2006        | Floribella         | Luciano Velasco     | TVN           |
| 2007        | Papi Ricky         | Tomás Vidal         | Canal 13      |
| 2008        | Lola               | Ignacio Solar       | Canal 13      |
| 2009        | ¿Dónde está Elisa? | Javier Goyeneche    | TVN           |
| 2009        | Sin anestesia      | Pablo Goycoechea    | Chilevisión   |
| 2010-2011   | 40 y tantos        | Génaro Monckeberg   | TVN           |
| 2012        | Reserva de familia | Adrián Fernández    | TVN           |
| 2012-2013   | Pobre Rico         | Álex Garrido        | TVN           |
| 2013        | El regreso         | Néstor Bulnes       | TVN           |

### Séries
| Séries | Séries                               | Séries                   | Séries        |
| Année  | Titre                                | Personnage               | Télédiffuseur |
| ------ | ------------------------------------ | ------------------------ | ------------- |
| 2006   | Tiempo final: En tiempo real         | Patricio                 | TVN           |
| 2006   | El día menos pensado                 | Carlos Miranda           | TVN           |
| 2007   | Héroes                               | Bernardo de Monteagudo   | Canal 13      |
| 2008   | Huaiquimán y Tolosa                  | Nicolás                  | Canal 13      |
| 2011   | Prófugos                             | Detective Fabián Salgado | HBO           |
| 2012   | Cobre                                | Sr. Stainer              | Mega          |
| 2012   | El diario secreto de una profesional | Simón Garrido            | TVN           |
| 2013   | Bim bam bum                          | Enrique Amunátegui       | TVN           |

### Programmes
- 2010 : Circo de estrellas (TVN) : Participant

### Autres apparitions à la télévision
- 2012 : Saison 2 de Mujeres primero (La Red) : Lui-même (Invité)

## Théâtre
- Gusanos "El musical" (2009)[1]
- Páramo (2009)[2]
- In Love (2007)[3]
- ¿Quién mató a Patricia? (2006)[4]
- Calígula (2004)[5]
- Jóvenes poderosos[6]